# Norton Model 16-serie
De Norton Model 16-serie is een serie 500cc-motorfietsen die het Britse merk Norton produceerde van 1919 tot 1954. Het Model 16(H) met zijklepmotor was het zustermodel van het Model 18 met kopklepmotor. De ontwikkeling liep vrijwel synchroon en ze gingen ook tegelijk uit productie.

## Voorgeschiedenis
Norton was al in 1902 begonnen met de productie van motorfietsen. Dat waren nog in licentie gebouwde Clément-modellen. Pas in 1908 begon men zelf motorblokken te maken en kwamen er twee zware modellen: Het Norton Model 1 Big Four, een 4pk-zijspantrekker en het Norton 3½ HP Model, een toermotorfiets. Beiden hadden een eencilinderzijklepmotor. Het 3½ HP Model werd echter ook als racemotor gebruikt, onder meer in de Isle of Man TT en tijdens races op het hogesnelheidscircuit van Brooklands. Zo ontstond het Norton Model 9 TT. In 1913 werd Norton overgenomen door Bob Shelley en diens zwager Dan O'Donovan ontwikkelde de snelle Model 7 BS (Brooklands Special) en Model 8 BRS (Brooklands Road Special). Norton was een van de weinige Britse merken die tijdens de Eerste Wereldoorlog mochten produceren, want het 3½ HP Model en het Model 1 Big Four werden aan het Russische leger verkocht.

## Norton Model 16
In 1919 werden enkele veranderingen doorgevoerd aan de motorfietsen, zoals het vervangen door van de riemaandrijving door kettingaandrijving, maar nieuwe modellen kwamen er nog niet. Ook het Model 16 was niet nieuw. Het was het 3½ HP Model dat een nieuwe naam en kettingaandrijving kreeg. Hoewel het Model 16 niet erg sportief was gebouwd, kreeg het in 1924 (als Model 16H) toch de toevoeging "The Sports Norton". Dat was ook wel logisch omdat toen het Model 2 "Touring Norton" werd en het Model 17C "Colonial Norton".

### Motor
De motor was een dwarsgeplaatste, luchtgekoelde staande eencilinderzijklepmotor. De beide kleppen zaten aan de rechterkant van het motorblok. De boring bedroeg 79 mm, de slag 100 mm en de cilinderinhoud 490,2 cc. Er was een B&B-carburateur toegepast en de ontsteking werd verzorgd door een C.A.V.-magneet. Vanaf de oorlog waren magneten van het Britse C.A.V. toegepast omdat de Duitse Bosch-magneten niet meer geleverd konden worden. Verder had de motor nog een handpompje op de tank voor het total loss-smeersysteem.

### Transmissie
Het Model 16 kreeg net als alle andere Nortons volledige kettingaandrijving en een handgeschakelde Sturmey-Archer-drieversnellingsbak met kickstarter.

### Rijwielgedeelte
Het Model 16 had een open brugframe waarbij het blok een dragend deel vormde. Achtervering was er niet, voor zat een door Druids gebouwde girder-type voorvork. In het voorwiel zat een velgrem, achter een dummy belt rim brake. Op het stuur zat een frictie-stuurdemper.

## Norton Model 16H en Model 17C
In 1920 veranderde de naam in Norton Model 16H. Dat kwam omdat Norton nu ook het Model 17C uitbracht. De "C" van Colonial duidde aan dat de machine bestemd was voor de Britse koloniën. Daarom had het meer bodemvrijheid, een steviger voorvork en dikkere banden. De "H" stond voor de thuismarkt (Home). Het Model 17C wordt ook wel beschouwd als een Norton Model 1 Big Four met een 500cc-16H-motorblok. De bodemvrijheid (15 cm) van beide modellen was identiek, maar tot 1926 waren er kleine verschillen in het rijwielgedeelte. In 1927 waren beide frames identiek. Het Model 17C werd geen verkoopsucces, maar in 1927 werden 150 exemplaren geleverd aan het Russische leger. Het Model 17C ging in 1927 uit productie, maar het Model 16H bleef tot 1954. Na de Tweede Wereldoorlog werd de machine wel gemoderniseerd. Ze kreeg een semi-dubbel wiegframe en de door Norton ontwikkelde Roadholder-telescoopvork. In 1954 moesten er echter hoognodig nieuwe wijzigingen komen, met name achtervering in de vorm van een swingarm of ten minste plunjervering. Die kosten maakte Norton niet meer. Naar zijklepmotoren was nauwelijks nog vraag, sinds het verschijnen van de Triumph Speed Twin in 1938 waren paralleltwins met kopklepmotoren de nieuwe mode en Bert Hopwood had daarom de Norton Dominator Model 7 al gebouwd.

### Ontwikkelingen

#### Motor
Met het verschijnen van de zadeltank in 1929 moest ook de total loss-smering vervallen. De olie werd nu opgeslagen in een aparte olietank onder het zadel en er kwam een dry-sumpsysteem. In 1931 werd de (Lucas) ontstekingsmagneet verplaatst naar de achterkant van de cilinder, waardoor het motorblok compacter werd. Modellen met elektrische verlichting kregen een magdyno.

### Transmissie
In 1929 kreeg het Model 16H voetschakeling.

#### Rijwielgedeelte
Rond 1922 schakelde ook Norton over op trommelremmen in het voorwiel, maar achter werden de belt rim brakes pas in 1926 vervangen. In 1927 werd de voorvork robuuster en kwamen er ook grotere trommelremmen. In 1929 werd de 10-liter flattank vervangen door een zadeltank met een inhoud van 12,5 liter en na de oorlog werd dat 15,9 liter.

## Norton Model 16H BS
Het Norton Model 16H BS was de opvolger van het Model 7 BS. Dat was uit het Norton 3½ HP Model ontwikkeld door Dan O'Donovan. Hij was de zwager van Norton-eigenaar Bob Shelley, maar ook lid van de raad van bestuur, amateur-coureur en zeer verdienstelijk tuner. Dat leverde hem zelfs de bijnaam "Wizard" op. Hij was ook de uitvinder van de productieracer. Vanaf 1914 tunede hij een aantal 3½ HP-blokken, die in kratten naar het circuit van Brooklands werden vervoerd. Daar werden ze in het "Old Miracle"-frame gemonteerd. Dan werden ze 20 ronden lang ingereden. Daarna werden ze grondig geïnspecteerd: de kleptiming, de ontsteking, de zuigers, de lagers enz. werden gecontroleerd. Daarna reed O'Donovan een aantal getimede ronden met de machines. Als ze 70 mijl per uur haalden kregen ze een certificaat met de aanduiding "Brooklands Special". Als ze 65 mijl per uur haalden werd er "Brooklands Road Special" vermeld. Zo ontstonden het Norton Model 7 BS en het Norton Model 8 BRS. De BS werd de eerste productieracer ter wereld in was meestal voorzien van een Binks-carburateur, de BRS (als clubmanracer verkocht) soms ook, maar daarbij werden ook carburateurs van andere fabrikanten (Brown & Barlow en Amac) gebruikt. Het Model 16H BS was dus een Model 7 BS met kettingaandrijving, maar het werd alleen in 1921 geproduceerd. In 1922 verscheen het Norton Model 18 met kopklepmotor, dat uiteraard veel sterker en sneller was. Het Model 16H BS werd overbodig.

## Norton Model 2
Het Norton Model 2 werd van 1921 tot 1927 geproduceerd. Het was in feite een Model 16H met een meer toeristisch stuur en voetplanken. Daardoor kon het als toermotor verkocht worden, terwijl het Model 16H als sportmotor werd verkocht met een lager stuur een voetsteunen.

## Norton WD 16H
De ontwikkeling van de militaire motorfiets Norton WD 16 H begon al in 1935. De letters "WD" stonden voor: "War Department". Gedurende de jaren waren er altijd minimale verschillen met de civiele versie, van verschillende maten sturen, afdekplaatjes van de kleppen, handvatten etc. De meest kenmerkende verschillen waren het kastje voor het boordgereedschap, waarvan het deksel bij de militaire machine in het grotere kastje viel en het grote rek achterop voor het plaatsen van de canvas tassen. Hoewel de meeste machines olijfgroen waren gespoten, waren ook hier kleine kleurverschillen per productie jaar, maar ook grote afwijkingen. Machines voor de Royal Air Force waren blauw en machines voor het Midden-Oosten en woestijngebieden kaki of zandkleurig. Verder was de WD 16H voorzien van volledige kettingaandrijving met een gesloten kettingkast voor de primaire aandrijving en voorzien van oorlogsverlichting.

### Afbeeldingen

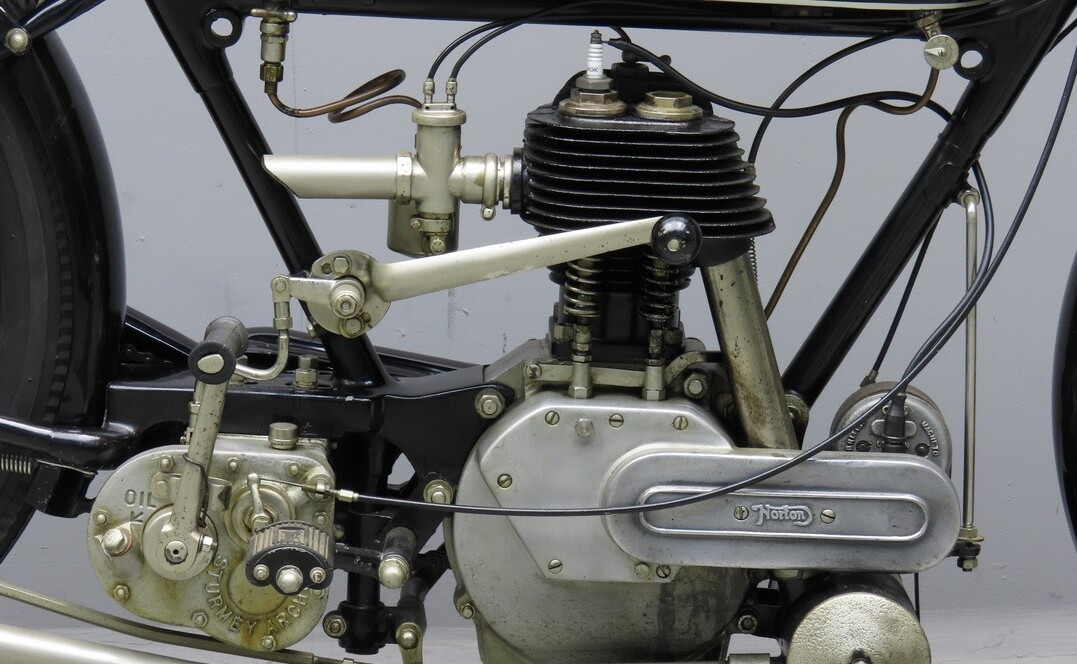
Rechterkant van het 16H BS-blok uit 1921, met de aandrijving van de C.A.V.-ontstekingsmagneet, de kleppen, de schakelhefboom en de Sturmey-Archer-drieversnellingsbak met kickstarter.
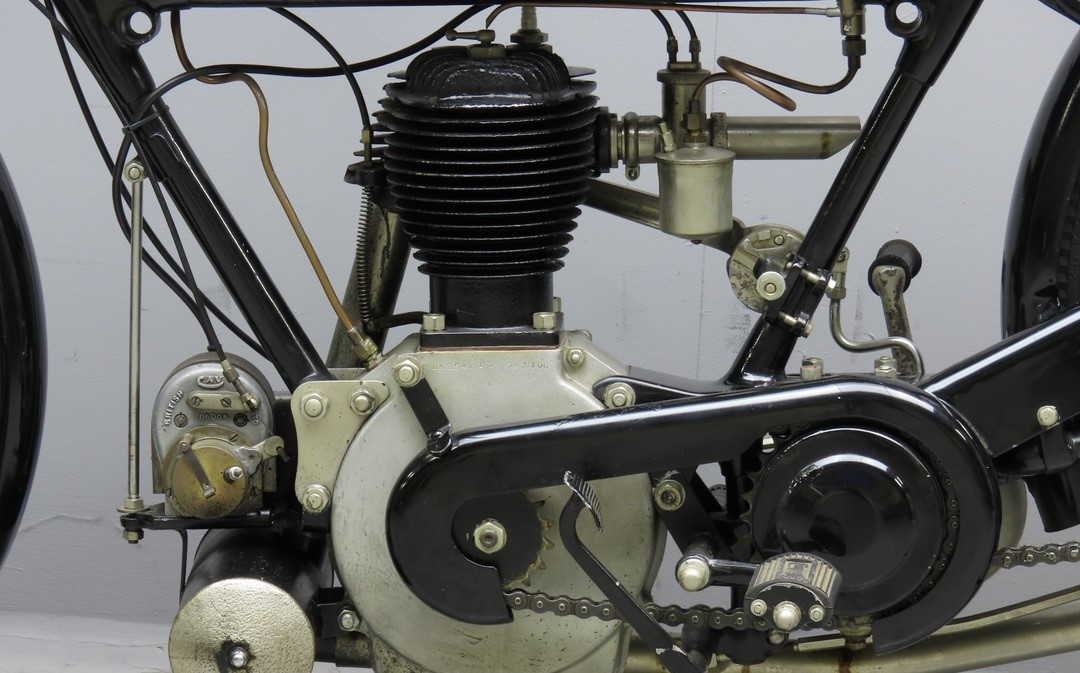
Linkerkant van het 16H BS-blok uit 1921, met de ontstekingsmagneet, de Binks "mouse trap"-carburateur, de primaire ketting en het rempedaal
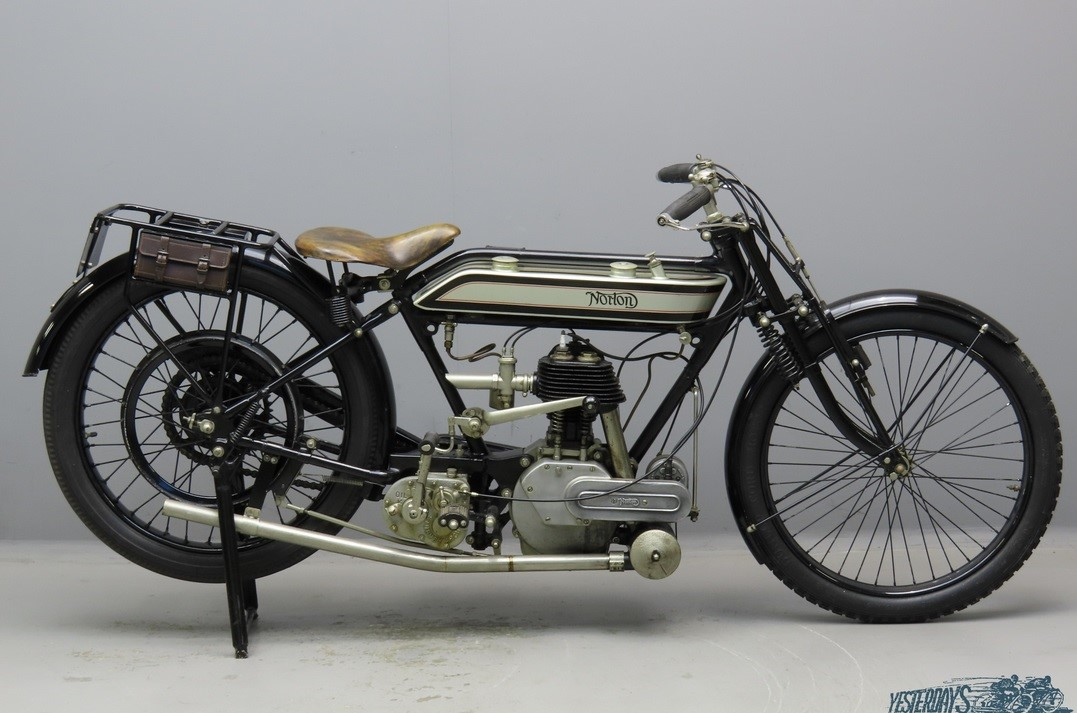
Norton Model 16H BS uit 1921
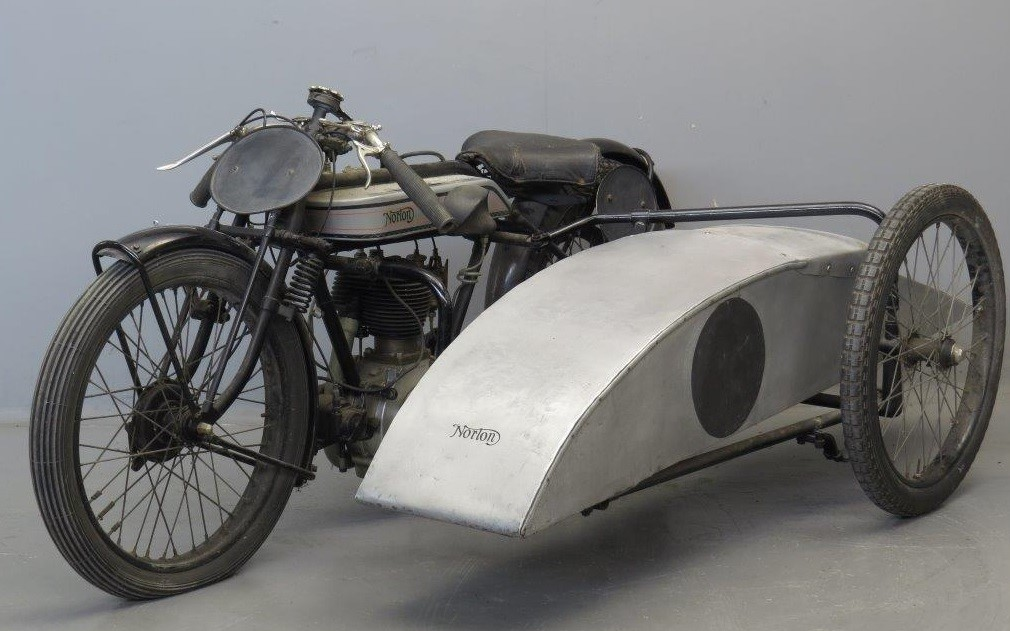
Hoewel het Model 16H BS in 1923 niet meer bestond, werd dit Model 16H op dezelfde manier opgevoerd, inclusief de Binks "mouse trap"-carburateur.
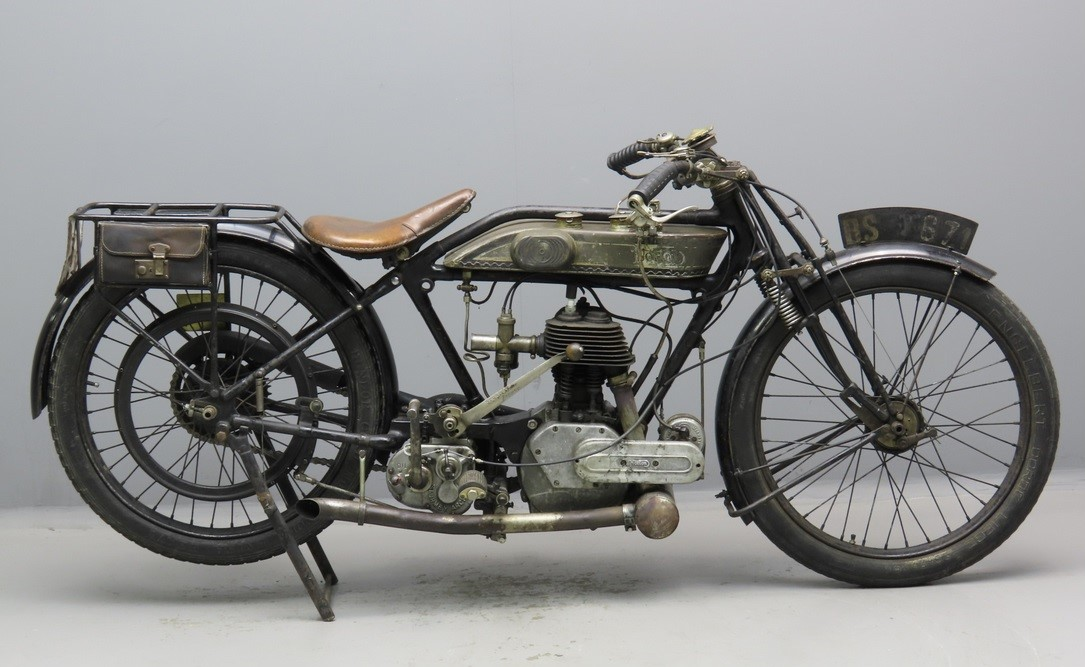
In 1922 kregen de Nortons al trommelremmen in het voorwiel, maar achter was in 1924 nog een dummy belt rim brake toegepast.

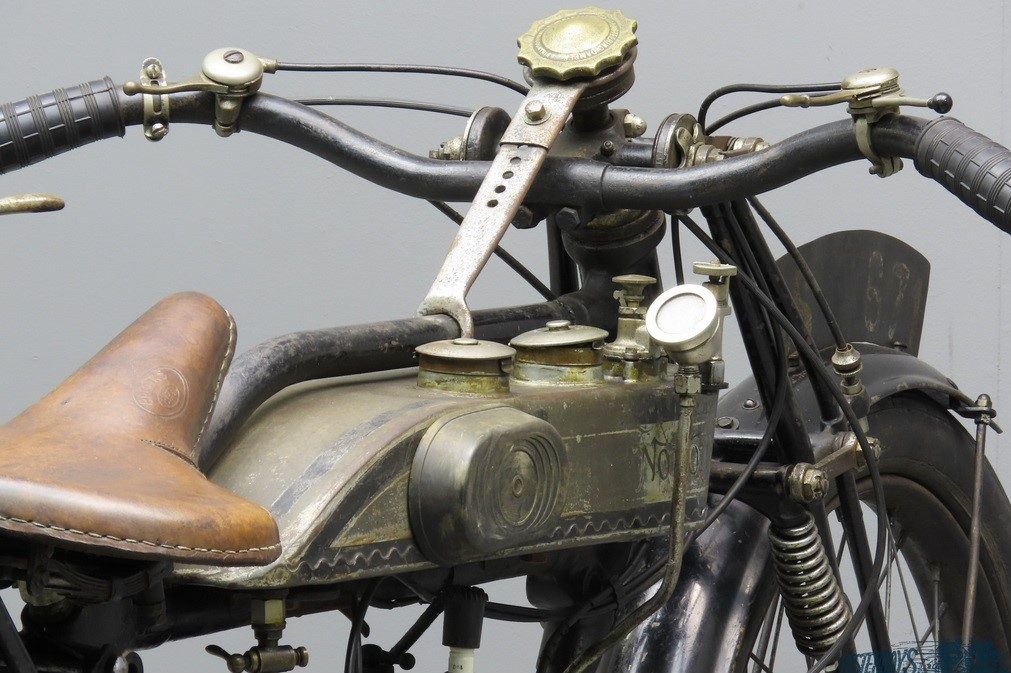
1924: nog een handpomp voor de total loss smering, vuldoppen voor olie en benzine, bedieningsmanettes en een André-stuurdemper.
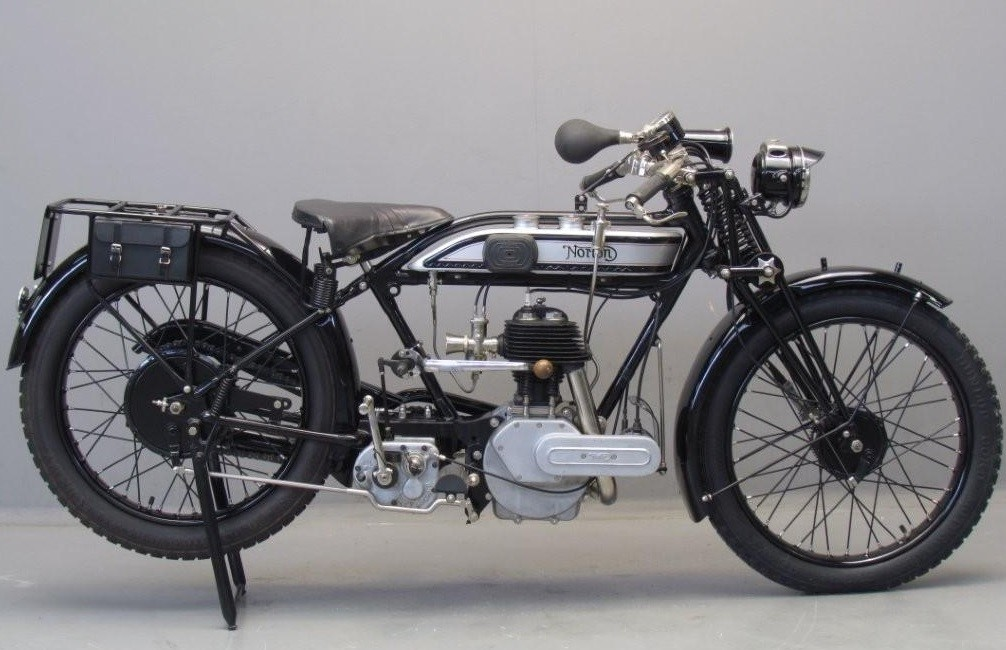
1926: ook achter een trommelrem
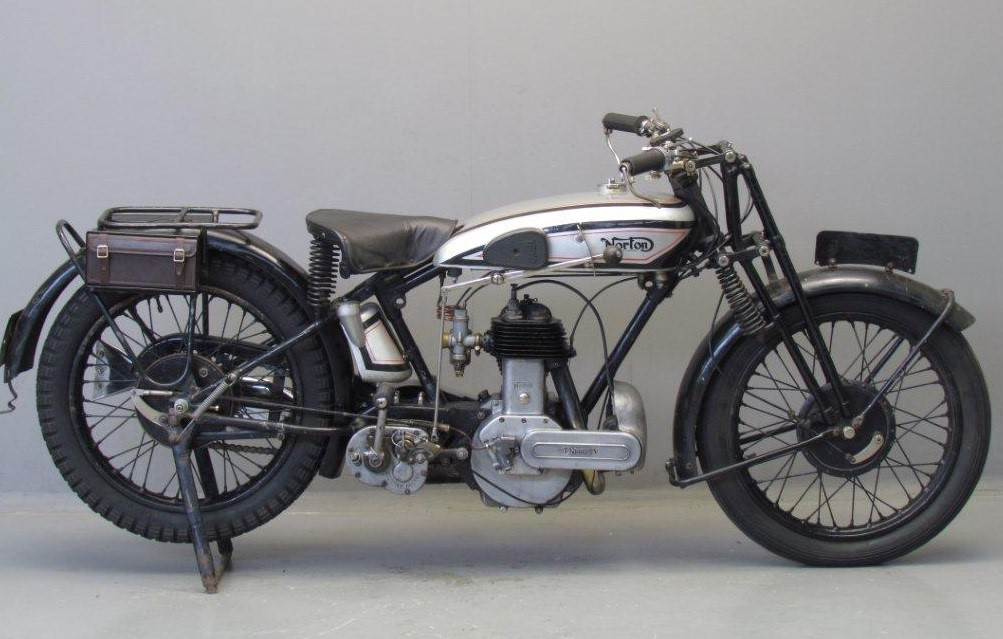
Met de komst van de zadeltank in 1929 verdween ook het total loss-smeersysteem. De olie kwam in de olietank onder het zadel en de motor kreeg een dry-sumpsysteem.
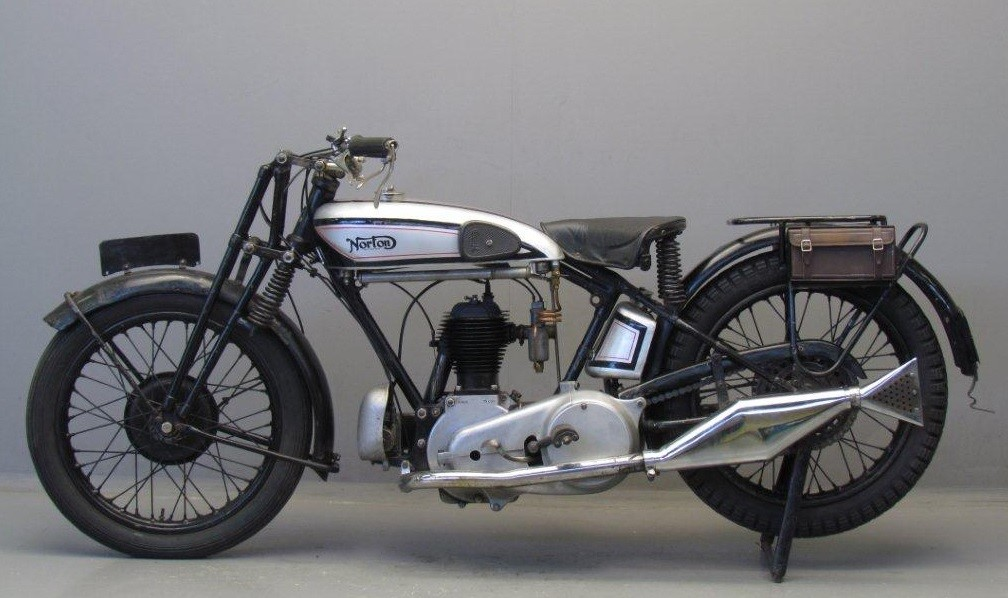
Alles was vanaf 1929 beter afgewerkt, zoals het afdekplaatje over de kleppen, het beschermplaatje van de ontstekingsmagneet, de dichte kettingkast van de primaire transmissie en de fishtail-uitlaat
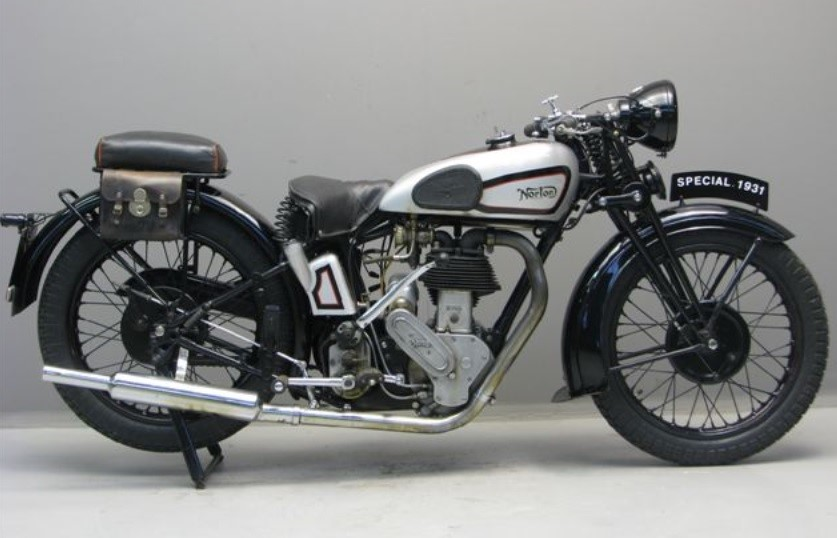
Bijzonder Model 16H uit 1931, na de Tweede Wereldoorlog naar een idee van coureur Ted Mellors omgebouwd tot kopklepper

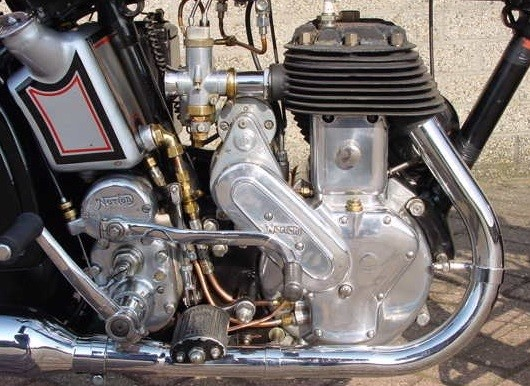
Vanaf 1931 zat de dynamo achter de cilinder, waardoor het blok compacter werd. Machines met elektrische verlichting kregen een magdyno. Dit exemplaar uit 1938 heeft inmiddels ook voetschakeling.
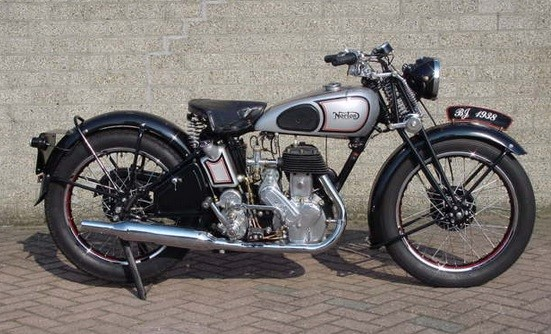
Model 16H uit 1938
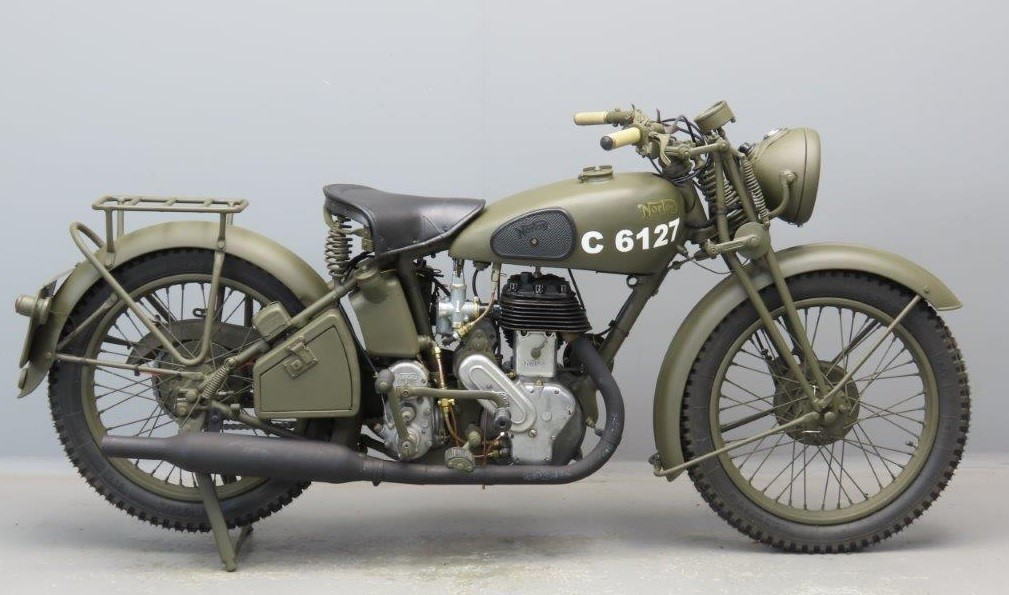
Norton WD 16H uit 1939
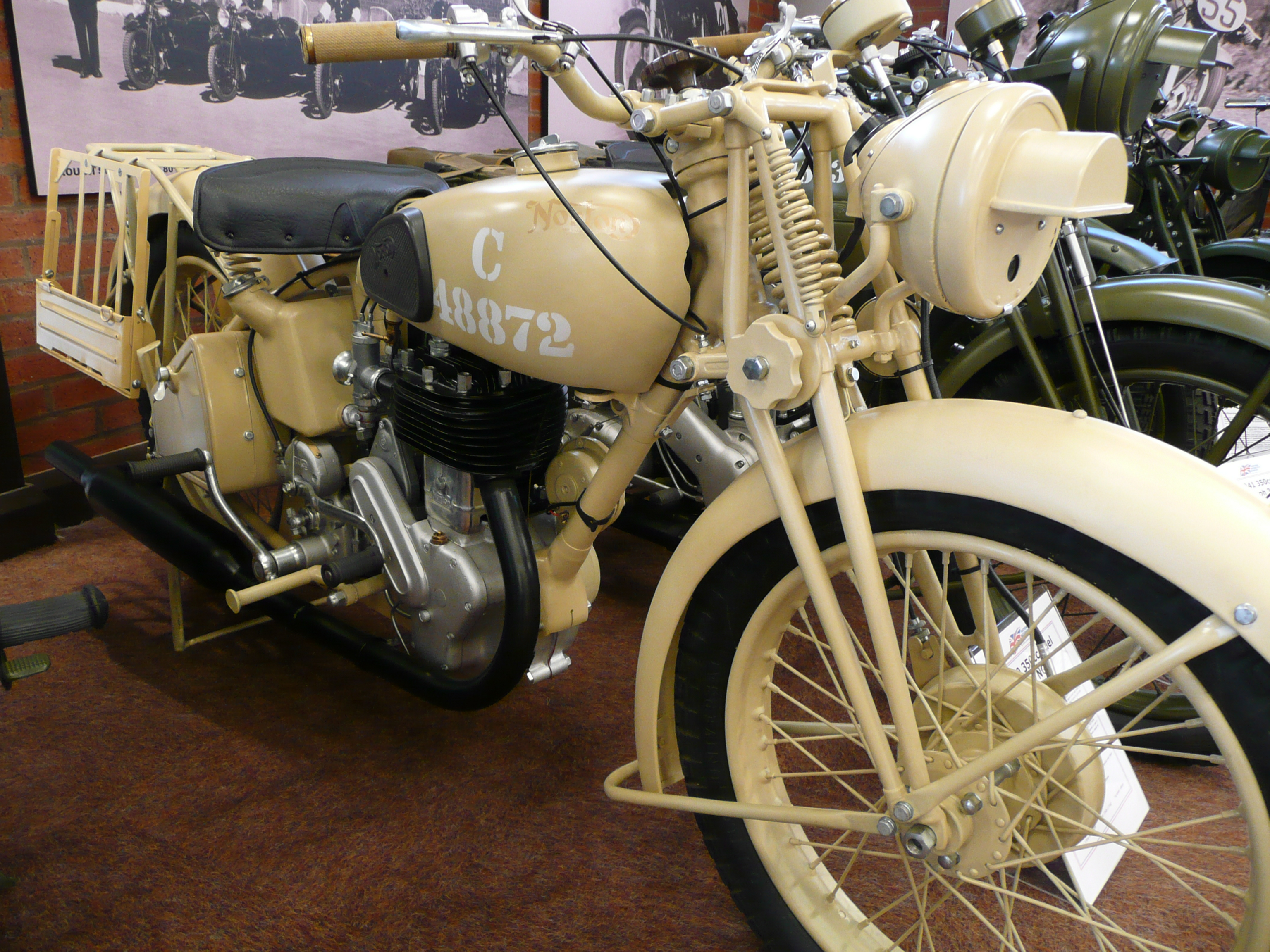
Norton WD 16H uit 1942, met afwijkend gereedschapskastje, bagagerek, onbeklede voetsteunen en oorlogsverlichting.
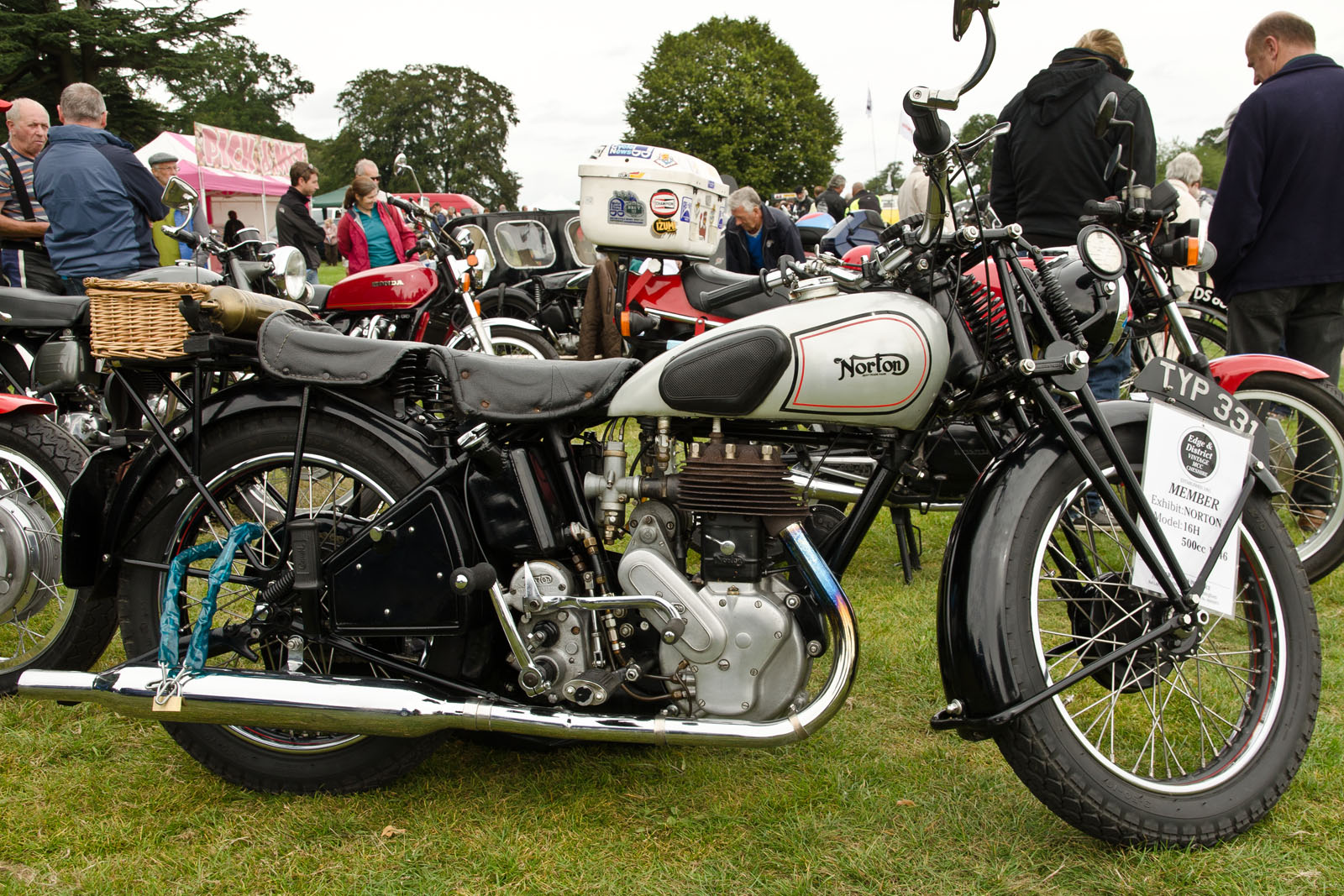
Dit Model 16H uit 1946 heeft nog het oude brugframe. Het is mogelijk een "geciviliseerde" WD 16H.

### Technische gegevens
| Norton                 | Model 16                            | Model 16H                                                | Model 16H BS                        | Model 17C                                    | Model 2                             | WD 16H                              |
| ---------------------- | ----------------------------------- | -------------------------------------------------------- | ----------------------------------- | -------------------------------------------- | ----------------------------------- | ----------------------------------- |
| Periode                | 1919-1920                           | 1921-1954                                                | 1921                                | 1921-1927                                    | 1921-1927                           | 1935-1946                           |
| Categorie              | Sport                               | Sport                                                    | Productieracer                      | Colonial                                     | Toer                                | Militair                            |
| Motortype              | Zijklepmotor                        | Zijklepmotor                                             | Zijklepmotor                        | Zijklepmotor                                 | Zijklepmotor                        | Zijklepmotor                        |
| Bouwwijze              | Dwarsgeplaatste staande eencilinder | Dwarsgeplaatste staande eencilinder                      | Dwarsgeplaatste staande eencilinder | Dwarsgeplaatste staande eencilinder          | Dwarsgeplaatste staande eencilinder | Dwarsgeplaatste staande eencilinder |
| Koeling                | Lucht                               | Lucht                                                    | Lucht                               | Lucht                                        | Lucht                               | Lucht                               |
| Boring                 | 79 mm                               | 79 mm                                                    | 79 mm                               | 79 mm                                        | 79 mm                               | 79 mm                               |
| Slag                   | 100 mm                              | 100 mm                                                   | 100 mm                              | 100 mm                                       | 100 mm                              | 100 mm                              |
| Cilinderinhoud         | 490,2 cc                            | 490,2 cc                                                 | 490,2 cc                            | 490,2 cc                                     | 490,2 cc                            | 490,2 cc                            |
| Carburateur(s)         | B&B                                 | B&B, vanaf eind jaren twintig: Amal                      | B&B                                 | B&B                                          | B&B                                 | Amal                                |
| Ontsteking             | C.A.V.-magneet                      | C.A.V.-magneet, vanaf 1929: Lucas-magneet                | C.A.V.-magneet                      | C.A.V.-magneet                               | C.A.V.-magneet                      | Lucas-magneet                       |
| Smeersysteem           | Total loss                          | Total loss, vanaf 1929: Dry-sump                         | Total loss                          | Total loss                                   | Total loss                          | Dry-sump                            |
| Max. Vermogen          | 4/14 pk                             | 4/14 pk                                                  | 4/14 pk                             | 4/14 pk                                      | 4/14 pk                             | 4/14 pk                             |
| Primaire aandrijving   | Ketting                             | Ketting                                                  | Ketting                             | Ketting                                      | Ketting                             | Ketting                             |
| Koppeling              | Meervoudige droge plaat             | Meervoudige droge plaat                                  | Meervoudige droge plaat             | Meervoudige droge plaat                      | Meervoudige droge plaat             | Meervoudige droge plaat             |
| Versnellingen          | 3                                   | 3                                                        | 3                                   | 3                                            | 3                                   | 3                                   |
| Secundaire aandrijving | Ketting                             | Ketting                                                  | Ketting                             | Ketting                                      | Ketting                             | Ketting                             |
| Rijwielgedeelte        | Brugframe                           | Brugframe, vanaf 1947 semi-dubbel wiegframe              | Brugframe                           | Brugframe                                    | Brugframe                           | Brugframe                           |
| Voorvork               | Girder                              | Girder, vanaf 1947: Norton Roadholder                    | Girder                              | Girder                                       | Girder                              | Girder                              |
| Achtervork             | Star                                | Star                                                     | Star                                | Star                                         | Star                                | Star                                |
| Voorrem                | Velgrem                             | Velgrem, vanaf 1922: trommelrem                          | Velgrem                             | Velgrem, vanaf 1926: trommelrem              | Trommelrem                          | Trommelrem                          |
| Achterrem              | Dummy belt rim brake                | Dummy belt rim brake, vanaf 1922: trommelrem             | Dummy belt rim brake                | Dummy belt rim brake, vanaf 1922: trommelrem | Trommelrem                          | Trommelrem                          |
| Tankinhoud             | 10 liter                            | 10 liter, vanaf 1929: 12,5 liter, vanaf 1946: 15,9 liter | 10 liter                            | 10 liter                                     | 10 liter                            | 15,9 liter                          |
| Voorganger             | 3½ HP Model                         | Model 16                                                 | Model 7 BS                          | Geen                                         | Model 16H                           | Geen                                |
| Opvolger               | Model 16H                           | Dominator Model 7                                        | Model 18                            | Geen                                         | Geen                                | Geen                                |